# Khu bảo tồn thiên nhiên quốc gia Padysha-Ata
Khu bảo tồn thiên nhiên quốc gia Padysha-Ata là một khu bảo tồn thiên nhiên nghiêm ngặt nằm tại khu vực tự nhiên của rặng Chatkal thuộc tỉnh Jalal-Abad, phía tây Kyrgyzstan. Được thành lập vào ngày 3 tháng 7 năm 2003, khu bảo tồn này bảo vệ những khu rừng bách xù, linh sam Semenov (một phân loài của linh sam Siberia) cùng nhiều loài động vật hoang dã quý hiếm. Một phần ba diện tích được bao phủ bởi rừng, phần còn lại là đồng cỏ, đất trống.